# 안전보건교육
대한민국의 법적인 측면에서 언급하는 안전보건교육은 '사업주는 해당 사업장의 근로자에 대하여 고용노동부령으로 정하는 바에 따라 정기적으로 안전ㆍ보건에 관한 교육을 하여야 한다.'는 내용을 가리킨다. 이러한 안전보건교육은 작업자 및 관리자 모두에게 근무환경과 작업효율을 높이는 기본 전제조건이며 위험성평가를 작업자 스스로 할 수 있는 교육의 기회를 제공한다. 한편  위험성평가를 기반으로하는 안전성이 확보된 작업 프로세스는 효율적인 작업에 기초적일 뿐만아니라 사업장의 재해예방 및 자율적 안전관리 정착에 기여한다.
한편 사전적 의미에서의 안전보건교육은  건설현장이나 제조업공장 등 다양한 작업현장에서 근로자에게 안전의 중요성을 인식시켜 필요한 지식이나 기능을 익히게 하고, 직장에서의 안전 규율을 확립하려는 각종 교육 훈련을 말한다고 할 수 있다.

## 같이 보기
- MSDS